# Tienko
Tienko är en underprefektur i Elfenbenskusten. Den ligger i departementet Minignan, i den nordvästra delen av landet, 500 km nordväst om huvudstaden Yamoussoukro.